# Montluçon
Montluçon – miejscowość i gmina we Francji, w regionie Owernia-Rodan-Alpy, w departamencie Allier.

## Demografia
Według danych na rok 1990 gminę zamieszkiwało 44 248 osób, a gęstość zaludnienia wynosiła 2141 osób/km². W styczniu 2015 r. Montluçon zamieszkiwały 39 353 osoby, przy gęstości zaludnienia wynoszącej 1903,9 osób/km².

## Miasta partnerskie
- Hagen, Niemcy
- Antsirabe, Madagaskar
- Leszno, Polska